# NGC 6751
NGC 6751 je planetární mlhovina v souhvězdí Orla, známá také jako Mlhovina Zářící oko. Nachází se poblíž hvězdy Lambda Aquilae a její hvězdná velikost je 11,9. Vzdálenost od Země činí 6 500 světelných let. Teplota centrální hvězdy se odhaduje na 140 000 stupňů Celsia, vysílá ultrafialové záření. Povrch tvoří převážně helium a uhlík. Rychlost expanze se pohybuje okolo 40 km/s. Mlhovina se vyznačuje složitou vnitřní strukturou s různobarevnými útvary připomínajícími stuhy. Je asi šestsetkrát větší než Sluneční soustava.
Mlhovinu objevil Albert Marth 20. července 1863. Édouard Jean-Marie Stephan ji v roce 1871 popsal jako NGC 6748 a až později vyšlo najevo, že jde o stejný objekt. K pozorování je třeba dalekohled o průměru alespoň 15 cm. Fotografie mlhoviny vyhrála v roce 2009 australskou studentskou soutěž Gemini School Astronomy Contest.